# اوبرلتس
اوبرلتس (به آلمانی: Oberelz) یک شهر در آلمان است که در فولکانایفل واقع شده‌است. اوبرلتس ۱۴۰ نفر جمعیت دارد.